# Slag om Fort De Russy
De Slag om Fort De Russy vond plaats op 14 maart 1864 in Avoyelles Parish Louisiana tijdens de Amerikaanse Burgeroorlog. Op 12 maart rukten de eenheden van brigadegeneraal A.J. Smith en Joseph Mower uit om Shreveport, Louisiana in te nemen. De Noordelijken voeren de Red River af via Berwick Bay en Bayou Teche. Hier en daar vonden kleine schermutselingen plaats met Zuidelijke eenheden. Op hun marsroute lag ook Fort De Russy. Dit fort werd bemand door 350 Zuidelijke soldaten en een gepantserde militair die het kon opnemen tegen kanonneerboten. Dit fort moest ingenomen worden indien de Noordelijken hun hoofddoel wilden bereiken.

## Achtergrond
Begin 1864 lanceerden de Noordelijken een offensief met meerdere speerpunten in het Trans-Mississippi Department met als hoofdkwartier Shreveport onder leiding van de Zuidelijke generaal Edmund Kirby Smith. Generaal-majoor Nathaniel P. Banks en vice-admiraal David D. Porter leidden de aanval. Op 12 maart vertrokken Porters vloot en brigadegeneraal A.J. Smiths XIII en XIX korps (gedetacheerd van het Army of the Tennessee llangs de Red River naar Shreveport.
Banks met het XIII en XIX korps rukten op langs de Berwick Bay en de Bayou Teche. Na het verwijderen van verschillende obstakels, die door de Zuidelijken waren aangebracht, was Fort De Russy het eerste grote obstakel op hun marsroute. Het fort bestond uit aangestampte aarde. De bewapening bestond uit een gepantserde batterij die het kon opnemen tegen kanonneerboten. De eenheden onder leiding van Smith landen op ongeveer 50 km ten noorden van Fort De Russy waar ze hun opmars te voet verder zetten. Smith had op 13 maart verkenners vooruit gestuurd. Deze botsten op een kleine Zuidelijke eenheid die prompt verjaagd werd. Daarna rukte Smith verder op naar het Zuidelijke fort.

## De slag
In de vroege ochtend van 14 maart rukten Smiths soldaten verder op. Verkenners rapporteerden, dat een vijandelijke divisie hun opmars kon vertragen. Smith positioneerde een deel van zijn eenheden om deze mogelijke bedreiging op te vangen. Toen de Noordelijken het fort bereikten, opende het Zuidelijke garnizoen het vuur. Smith stuurde Mower naar voren om het fort aan te vallen. Om 18.30u werd de aanval ingezet. Twintig minuten later beklommen de Noordelijken de muren. De vijand gaf zich over. Het onneembare fort werd na een half uur ingenomen. De poort naar Alexandria (Virginia) lag open.